# Kinopreis
Der Kinopreis des Deutschen Kinematheksverbunds wird seit dem Jahr 2000 jährlich an kommunale Kinos und nichtkommerzielle filmkulturelle Initiativen in Deutschland verliehen. Ausgezeichnet werden Einrichtungen, die sich durch herausragende Programmarbeit, kontinuierliches Engagement und eine vielfältige Kinokultur besonders verdient gemacht haben. Mit dem Preis soll die Vermittlung filmhistorischer und künstlerisch innovativer Inhalte und die Pflege des Filmerbes auf der Leinwand gefördert werden.

## Trägerschaft und Zielsetzung
Der Preis wird vom Kinematheksverbund vergeben. Dieser ist ein Zusammenschluss zentraler deutscher Filmarchive, -museen und Kinematheken. Ziel ist es, die Zusammenarbeit zwischen Archiven und Initiativen zu stärken und insbesondere jene Institutionen zu würdigen, die Filmgeschichte sichtbar machen, kuratorisch anspruchsvoll arbeiten und kulturelle Teilhabe ermöglichen. Der Preis wird aus Mitteln der Beauftragten der Bundesregierung für Kultur und Medien (BKM) finanziert.

### Kategorien und Auswahlverfahren
Die Vergabe erfolgt in vier thematisch gegliederten Kategorien:
- Kino, das zurückblickt – für cineastische Auseinandersetzung mit Filmgeschichte
- Kino, das bildet – für filmvermittelnde und bildungsorientierte Programme
- Kino, das verbindet – für integrative, inklusive oder transkulturelle Projekte
- Kino, das wagt – für experimentelle, innovative und mutige Programmkonzepte.

Zusätzlich wird der mit einem höheren Preisgeld dotierte Lotte-Eisner-Preis vergeben, der nach der emigrierten Filmhistorikerin Lotte H. Eisner benannt ist. Er würdigt Programme, die „Maßstäbe setzen und eine begeisterte wie kritische Auseinandersetzung mit der Filmgeschichte ermöglichen“.
Bewerben können sich ausschließlich nicht-gewerbliche Kinos. Eine fünfköpfige Jury, bestehend aus Vertreter*innen des Kinematheksverbundes, des Bundesverbands kommunale Filmarbeit, der AG Verleih, des Verbands Jugend und Film sowie des Verbands der deutschen Filmkritik, trifft die Auswahl. Die Berufung erfolgt jeweils für drei Jahre.

### Hintergrund und Finanzierung
Der Kinopreis wurde im Jahr 2000 ins Leben gerufen, um kommunale Kinos und nicht gewerbliche Initiativen zu fördern, die sich in besonderer Weise um die Vorführung klassischer Filme und filmhistorischer Programme verdient machen. Ein wesentlicher Anlass für die Einrichtung des Preises war die Tatsache, dass einige zentrale Filmarchive, wie das Bundesarchiv-Filmarchiv, über kein eigenes Kino verfügen und auf Kooperationen mit Programmkinos angewiesen sind. Der Kinematheksverbund setzt sich daher gezielt für die Stärkung der Beziehungen zwischen Archiven und Spielstätten ein, um das Filmerbe öffentlich sichtbar zu machen.
Zwischenzeitlich stand die Preisvergabe aufgrund fehlender nachhaltiger Finanzierung zur Disposition. Trotz einer zunächst gegenteiligen Mitteilung konnte die Deutsche Kinemathek den Preis im Jahr 2015 noch vergeben. Seit 2016 wird der Kinopreis dauerhaft aus Mitteln der Beauftragten der Bundesregierung für Kultur und Medien (BKM) finanziert. In diesem Zusammenhang wurde der Lotte-Eisner-Preis, in Anlehnung an die 1933 emigrierte Filmkritikerin und -historikerin Lotte Eisner, als Spitzenpreis eingeführt, um Programme auszuzeichnen, die Maßstäbe in der filmkulturellen Vermittlung setzen.

## Preisverleihung
Die Preisverleihung findet jährlich im Rahmen des Filmerbe-Festivals „Film Restored“ der Deutschen Kinemathek in Berlin statt. Die ausgezeichneten Kinos erhalten gestaffelte Preisgelder und eine öffentliche Würdigung ihrer Arbeit.

## Preisträger des Lotte-Eisner-Preises
- 2016: Kino im Sprengel, Hannover[12]
- 2017: Filmclub 813, Köln[13]
- 2018: Kommunales Kino Pforzheim[14]
- 2019: B-Movie, Hamburg[15]
- 2020: Cinémathèque Leipzig und UT Connewitz[16]
- 2021: Filmforum Höchst, Kommunales Kino Freiburg, Metropolis Kino Hamburg und Kommunales Kino Pforzheim (Preis wurde pandemiebedingt im Sinn einer „solidarischen Unterstützung“ aufgeteilt)[17]
- 2022: Kommunales Kino, Pforzheim[18]
- 2023: Sinema Transtopia, Berlin[19][20]
- 2024: Zeughauskino, Berlin[3]

## Abgrenzung zum Kinoprogrammpreis der BKM
Der Kinopreis des Kinematheksverbundes unterscheidet sich vom Kinoprogrammpreis der BKM. Letzterer zeichnet seit 1978 kommerzielle Kinos für ihr herausragendes Jahresfilmprogramm aus. Während der Kinoprogrammpreis vorrangig das Arthouse-Kino in seiner ganzen Breite und Diversität würdigt, konzentriert sich der Kinopreis des KV auf die Vermittlung filmhistorischer Inhalte, innovative kuratorische Konzepte und die Kontextualisierung von Filmen im nichtkommerziellen Bereich.